# Guillaume de Felice

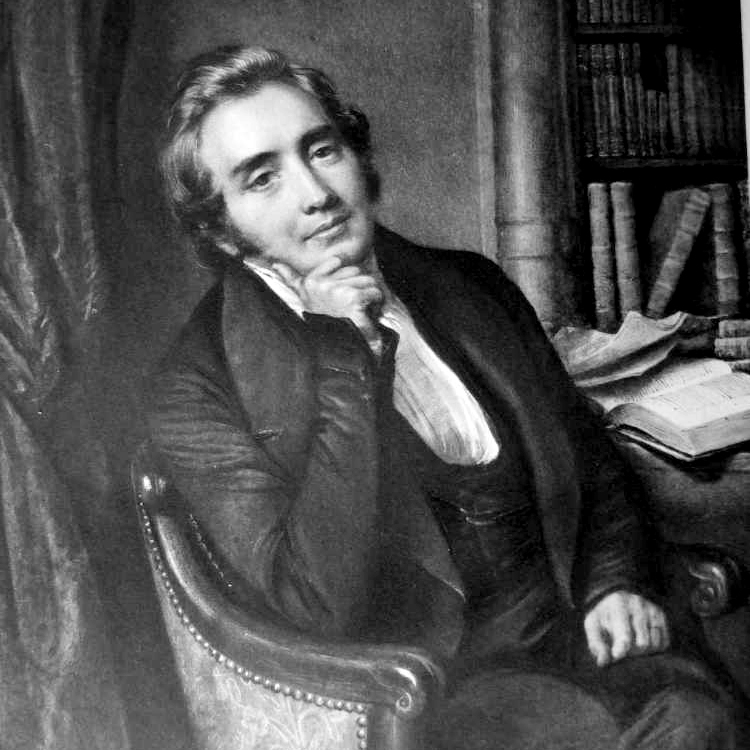
Guillaume de Felice

Guillaume de Felice, auch Guillaume-Adam de Felice, IV. Graf von Panzutti (* 12. März 1803 in Otterberg in der Pfalz; † 23. Oktober 1871 in Lausanne), war ein Schweizer evangelischer Geistlicher und Hochschullehrer.

## Leben

### Familie
Guillaume de Felice war der Sohn des Pastors Bernard-Frederic Fortune de Felice (* 11. Oktober 1760 in Bern; † 11. März 1832 in Lille) und dessen Ehefrau Charlotte Marie Catherine Cordier (* 4. August 1780 in Otterberg; † August 1860 in Sainte-Foy-la-Grande); zum Zeitpunkt seiner Geburt war sein Vater Pfarrer in Otterberg. Er hatte noch vier leibliche und fünf Halbgeschwister aus der ersten Ehe seines Vaters mit Elisabeth Friederica Amalia (geb. Giessen). Die Familie liess sich 1804 in Lille nieder.
Sein Grossvater war der Politiker Fortunato Bartolomeo De Felice.
Er war mit Joséphine Pernette (* 10. August 1817 in Lausanne; † 21. April 1869 in Montauban), Tochter des Aristokraten Jacques François Théodore Rivier (1791–1875) verheiratet; gemeinsam hatten sie vier Kinder:
- Théodore  de Felice (1840–1891), Pfarrer in Orthez;
- Josephine de Felice (* 1842);
- Sophie Louise Suzanne de Felice, Contessa di Panzuttio (1844–1929);
- Charles Louis Paul de Felice (1847–1911).

Seine Ehefrau war eine Urenkelin von Etienne Clavière, der 1788 gemeinsam mit Jacques Pierre Brissot die Société des Amis des Noirs (deutsch Gesellschaft der Freunde der Schwarzen) gegründet hatte.
Nach dem Tod seiner Ehefrau, zog er sich aus dem öffentlichen Leben zurück und liess sich auf dem Familienbesitz in der Nähe von Yverdon in der Schweiz nieder.
Sein Grab befindet sich in Montoie.

### Werdegang
Guillaume de Felice immatrikulierte sich 1821 zu einem Theologiestudium an der Akademie Straßburg und setzte dieses 1825 an der Académie de Lausanne fort; 1827 erfolgte seine Ordination.
Er wurde im Sommer 1828 dritter Pfarrer in Bolbec in der Normandie und 1829 als Theologieprofessor für Ethik und Moral an die Universität Toulouse in die Aussenstelle Montauban berufen; 1865 wurde er Dekan der Fakultät für protestantische Theologie.

### Geistliches und berufliches Wirken
Bereits während des Studiums verfasste Guillaume de Felice Beiträge in der politischen und literarischen Zeitung Le Courrier Littéraire. Aufgrund seiner Sprachkenntnisse übersetzte er noch während seines Studiums Karl Gottlieb Bretschneiders Buch Johannes Calvin und die Genfer Kirche ins Französische. Im gleichen Jahr wurde auch seine Schrift Dithyrambe sur les Grecs veröffentlicht, für die er sehr viel Anerkennung erhielt. 1824 publizierte er zwei weitere Schriften, das erste war ein Gemeinschaftswerk mit dem Kommilitonen Franz J. Schuback mit dem Titel Wesen und Wirken der Bibelgesellschaften. Die zweite Schrift Sur l'esprit et le but de l'Institution Biblique war ein preisgekrönter Beitrag für einen Wettbewerb im Auftrag des Komitees der Evangelischen Bibelgesellschaft von Paris.
Mit Alexandre Rodolphe Vinet war er einer der Hauptmitarbeiter der Zeitschrift Le semeur, in der er über soziale und politische Fragen schrieb; weiter schrieb er Beiträge in der gesellschaftspolitischen französischen Zeitung La Presse sowie für Archives de Christianisme und für die amerikanische Zeitung New York Observer.
In der späteren Zeit seines Lebens engagierte er sich in der abolitionistischen Bewegung. Er war gegen die Sklavenlager in Guadeloupe und entwarf 1846 die Petition Émancipation immédiate et complète des esclaves: appel aux abolitionists, in der er für deren Abschaffung eintrat. Durch eine Unterschriftensammlung und seine engen Beziehungen zu englischen Abolitionisten, war er in der Lage, Veränderungen zu bewirken, indem er den Erfolg von William Wilberforce von 1833, als die Sklaverei in Großbritannien abgeschafft wurde, für sich nutzte, sodass die Sklaverei 1848 auch in Frankreich abgeschafft wurde.
Seine Bücher wurden auch in das Deutsche übersetzt und er hinterliess ein umfangreiches publizistisches und historiografisches Werk.

## Ehrungen und Auszeichnungen
- Guillaume de Félice wurde mit Dekret vom 13. August 1866 zum Ritter der Ehrenlegion ernannt.[5]

## Schriften (Auswahl)
- Karl Gottlieb Bretschneider; Guillaume de Felice: Calvin et l’Église de Genève. Genf & Paris 1822.
- Dithyramb on the Greeks. 1822.
- Wesen und Wirken der Bibelgesellschaften. 1824.
- Sur l’esprit et le but de l’Institution Biblique. Paris 1824.
- Leçons de droit de la nature et des gens. Paris 1830.
- De la Religion Chrétienne. Genf 1831.
- Ueber die christliche Religion in ihren Beziehungen zu unserer gegenwärtigen Lage. München 1831.
- Balthasar Münter, Guillaume-Adam de Félice: Le comte Jean-Frédéric Struenzée. Paris 1838.
- Avertissement aux églises réformées de France contre l’universalisme. 1840.
- Aux pères et aux mères sur l’éducation de leurs enfants. 1840.
- Le livre des villageois. Paris 1843.
- Zuruf eines Christen an die Schriftsteller des französischen Volks. Berlin 1843.
- Émancipation immédiate et complète des esclaves: appel aux abolitionists. 1846.
- La Voix du Colporteur biblique. Paris 1846.
- Histoire des Protestants de France: depuis l’origine de la Reformation jusqu’au temps présent. Paris 1850.
- Geschichte der Protestanten Frankreichs – seit dem Anfang der Reformation bis zur Gegenwart. Leipzig, Fleischer 1855.
- Histoire des synodes nationaux des églises réformées de France. Paris 1864.
- Appel en faveur des noirs émancipés dans les États-Unis. Paris 1865.
- Biographie de William Allen. Paris 1869.